# Jan Wróblewicz
Jan Wróblewicz, pseudonim Yach (ur. 16 grudnia 1969 roku) - kompozytor, gitarzysta, wokalista. Były gitarzysta Sweet Noise, Welcome idiots oraz Pl.otki.